# شقفه
شقفه (به عربی: الشقفة) یک شهرداری در الجزایر است که در استان جیجل واقع شده‌است. شقفه ۲۵٬۱۸۷ نفر جمعیت دارد.